# Дули
Дули (пол. Duły, нім. Dullen) — село в Польщі, у гміні Олецько Олецького повіту Вармінсько-Мазурського воєводства.
Населення — 73 особи (2011).
У 1975-1998 роках село належало до Сувальського воєводства.

## Демографія
Демографічна структура станом на 31 березня 2011 року:
|          | Загалом | Допрацездатний вік | Працездатний вік | Постпрацездатний вік |
| -------- | ------- | ------------------ | ---------------- | -------------------- |
| Чоловіки | 37      | 1                  | 32               | 4                    |
| Жінки    | 36      | 7                  | 20               | 9                    |
| Разом    | 73      | 8                  | 52               | 13                   |